# Equmeniakyrkan Kaxholmen
Equmeniakyrkan Kaxholmen är en kyrkobyggnad i Kaxholmen i Sverige. Den tillhör Equmeniakyrkan, och invigdes 1960, då den ersatte det gamla missionshuset från 1878. Den nuvarande byggnaden har flera gånger byggts om och byggts ut.